# Swartzia phaneroptera
Swartzia phaneroptera är en ärtväxtart som beskrevs av Paul Carpenter Standley. Swartzia phaneroptera ingår i släktet Swartzia och familjen ärtväxter. Inga underarter finns listade i Catalogue of Life.